# 11-й отдельный гвардейский танковый полк прорыва
11-й отдельный гвардейский танковый Бранденбургский Краснознаменный, ордена Кутузова полк прорыва — воинское подразделение Вооружённых сил СССР в Великой Отечественной войне.
Сокращённое наименование — 11-й гв. оттп.

## Формирование и организация
Сформирован в октябре 1942 г. на основании Директивы Народного Комиссариата Обороны № 1104913 от 12.10.1942 г. в Московском АБТ Центре (Костерово — Ногинск) на базе 71-й танковой бригады.
13 февраля 1944 г. Директивой ГШКА № Орг/3/305512 от 13.02.1944 г. переформирован в 11-й гв. тяжелый танковый полк.

## Подчинение
В составе действующей Армии:
- с 18.12.1942 по 29.01.1943
- с 29.03.1943 по 22.07.1943
- с 31.07.1943 по 15.01.1944
- с 13.04.1944 по 06.09.1944
- с 22.11.1944 по 09.05.1945

| Дата            | Фронт (округ)                        | Армия                        | Корпус | Дивизия | Бригада | Примечания |
| --------------- | ------------------------------------ | ---------------------------- | ------ | ------- | ------- | ---------- |
| 01.11.1942 года | ?                                    | ?                            |        |         |         |            |
| 01.12.1942 года | Московский Военный Округ             |                              |        |         |         |            |
| 01.01.1943 года | Московский Военный Округ             |                              |        |         |         |            |
| 01.02.1943 года | Московский Военный Округ             |                              |        |         |         |            |
| 01.03.1943 года | Московский Военный Округ             |                              |        |         |         |            |
| 01.03.1943 года | Брянский Фронт                       |                              |        |         |         |            |
| 01.04.1943 года | Брянский Фронт                       |                              |        |         |         |            |
| 01.05.1943 года | Брянский Фронт                       |                              |        |         |         |            |
| 01.06.1943 года | Брянский Фронт                       |                              |        |         |         |            |
| 01.07.1943 года | Брянский Фронт                       |                              |        |         |         |            |
| 01.08.1943 года | Калинский Фронт                      | 39 Армия                     |        |         |         |            |
| 01.09.1943 года | Калининский Фронт                    | 39 Армия                     |        |         |         |            |
| 01.10.1943 года | Калининский Фронт                    | 4 Ударная Армия              |        |         |         |            |
| 01.11.1943 года | 1-й Прибалтийский Фронт              | 39 Армия                     |        |         |         |            |
| 01.12.1943 года | 1-й Прибалтийский Фронт              | 39 Армия                     |        |         |         |            |
| 01.01.1944 года | 1-й Прибалтийский Фронт              | 39 Армия                     |        |         |         |            |
| 01.02.1944 года | МВО                                  | -                            |        |         |         |            |
| 01.03.1944 года | МВО                                  | -                            |        |         |         |            |
| 01.04.1944 года | МВО                                  | -                            |        |         |         |            |
| 01.05.1944 года | 1-й Украинский Фронт                 | 18-армия                     |        |         |         |            |
| 01.06.1944 года | 1-й Украинский Фронт                 | 1 гвардейская танковая армия |        |         |         |            |
| 01.07.1944 года | 1-й Украинский Фронт                 | 1 гвардейская танковая армия |        |         |         |            |
| 01.08.1944 года | 1-й Украинский Фронт                 | 1 гвардейская танковая армия |        |         |         |            |
| 01.09.1944 года | 1-й Украинский Фронт                 | 1 гвардейская танковая армия |        |         |         |            |
| 01.10.1944 года | Резерв Верховного Главнокомандования | 1 гвардейская танковая армия |        |         |         |            |
| 01.11.1944 года | Резерв Верховного Главнокомандования | 1 гвардейская танковая армия |        |         |         |            |
| 01.12.1944 года | 1-й Белорусский Фронт                | 1 гвардейская танковая армия |        |         |         |            |
| 01.01.1945 года | 1-й Белорусский Фронт                | 1 гвардейская танковая армия |        |         |         |            |
| 01.02.1945 года | 1-й Белорусский Фронт                | 1 гвардейская танковая армия |        |         |         |            |
| 01.03.1945 года | 1-й Белорусский Фронт                | 1 гвардейская танковая армия |        |         |         |            |
| 01.04.1945 года | 1-й Белорусский Фронт                | 1 гвардейская танковая армия |        |         |         |            |
| 01.05.1945 года | 1-й Белорусский Фронт                | 1 гвардейская танковая армия |        |         |         |            |

## Боевой и численный состав полка
Сформирован по штату № 010/266.
В целях усиления мощи танковых частей с 15 января 1943 года в тяжелые танковые полки дополнительно вводились взвод автоматчиков, численностью 33 человека и 32 ППШ;
Директивой ГШКА № Орг/3/305512 от 13.02.1944 г. переведен на штат № 010/460 (танки ИС-2).
По штату полк состоял из четырех танковых рот (в каждой по 5 машин), роты автоматчиков, роты технического обеспечения, взвода управления, саперного и хозяйственного взводов и полкового медицинского пункта (ПМП).
Каждый полк должен был иметь 90 офицеров, 121 человек сержантского состава и 163 человек рядового состава. Всего — 374 человека личного состава и 21 танк ИС 2, включая танк командира, 3 английских БТР Универсал и 1 БА-64.
Численный состав:
| дата               | объединение | Личный состав | Типы танков (исправных/неисправных) | Всего | Примечание                                |
| 09.12.1942         | СЗФ         | 220           | 21 КВ                               | 21    | ЦАМО РФ. ф. 38, оп. 11373, д. 150         |
| 29.03.1943         | БрФ         | 247           | 21 КВ                               | 21    | ЦАМО РФ. ф. 38, оп. 11373, д. 150         |
| 23.04 - 04.05.1944 |             |               | 14 ИС 2                             | 14    | Отчет о боевых действиях в районе Коломыи |
| 17.01.1945         | 1 Гв ТА     |               | 21 ИС 2                             | 21    | ЦАМО, Фонд: 299, Опись: 3070, Дело: 791,  |
| 07.03.1945         | 1 Гв ТА     |               | 22 ИС 2                             | 22    | ЦАМО, Фонд: 299, Опись: 3070, Дело: 791   |

## Боевой путь

### 1943
В 1943 году составе Калининского фронта участвовал в Духовщинской, Невельской операциях.

#### Невельская операция
В Невельской операции 11 гв.отпп участвовал на левом крыле Калининского фронта в составе 4 ударной Армии на всем протяжении операции оперативно подчиняясь 143 танковой бригаде.
2 октября 1943 года распоряжением командующего Калининского фронта была организована подвижная танковая группа  в состав которой вошли 143 танковая бригада с приданным 11 гв.оттпп, 236 танковая бригада с приданными частями. Перед группой ставилась задача: войти в прорыв на участке Антипенки – Большая Будница, разгромить отходящие части и резервы немецкого 2-го авиаполевого корпуса и к исходу дня выйти в районе Сучки, Ляхи, Осечи, Кошкина, Луферы, Кричи. Прорыв оборонительной полосы противника и обеспечение ввода в прорыв группы должны были осуществить части 2 гв.СК и 83 СК.
Местность в районе боевых действий сильно пересеченная, покрыта мелкими лесами, лощины в большинстве случаев заболочены.
Передний край обороны немцев проходил по возвышенности, имеющей открытые доступы со стороны наступающих советских частей. Населенные пункты превращены в опорные пункты имеющие огневое воздействие и соединенных большим количеством траншей. Передний край обороны и ближайшая глубина насыщены большим количеством ДЗОТ, открытых пулеметных площадок и блиндажей. Артиллерия и минометы противника эшелонированы, с применением преимущественно гаубиц и орудий 105 мм, минометы калибра 81 мм. Оборона немцев насыщена противотанковой артиллерией 37 мм. Склоны возвышенностей эскапированы. Также как противотанковое средство применялись 88-мм зенитные пушки FlaK 18/36/37.
К 10-00 6 октября фронт немцев в районе Волчьи Горы – Росседенье был прорван и в прорыв введены танки подвижной танковой группы.
Танки 11 гв тпп (в неполном составе так как прибыл только один эшелон танков полка в количестве 9 шт) с 6 по 9 октября во взаимодействии с 143 тбр преодолевая сопротивление противника, под сильным артиллерийским и минометным огнем вышел на рубеж Плеханы. Преодолев в Невельской операции с боями около 20 километров. 11 октября подвижная группа была расформирована.
В конце 1943 года в составе Прибалтийского фронта в Полоцко-Витебской операции.

### 1944
С января по март 1944 года находился на переформировании в Тесницких лагерях под г. Тулой. В этих лагерях в период с 1943 по 1945 года находились на переформировании многие танковые части, такие как: 20 танковый корпус, 48-й отдельный гвардейский танковый полк прорыва.
В 1944 году участвовал в Проскуровско-Черновицкой наступательной операции, освобождал Тернополь, а также участвовал в Львовско-Сандомирской операции.

#### Проскуровско-Черновицкая операция
13 апреля 1944 года полк сосредоточился на окраине Коломыи, где вошел в состав 1 гв ТА и оперативное подчинение 11 стрелкового корпуса 39 армии. Полк имел в составе 3 танковые роты  (14 танков)
Общая задача полка – не допустить  танки и пехоту противника к городу Коломыя.
На участке полка противник действовал частями 16, 68,169 немецких пехотных дивизий, 101 горно-пехотной дивизии, 24 венгерской дивизии,  3,10,11,13 горнострелковые батальоны, 1 Будапештский полк, 9 артиллерийский корпус, 1 танковая дивизия.
На протяжении всего периода боевых действий не имел стабилизированной обороны , на разных участках фронта переходил в неоднократные атаки пехотой и танками при поддержке артиллерии, имея своей задачей прорваться в Коломыя.
На данному участке фронта танки полка всегда действовали в первом эшелоне ,в наступательных боях впереди пехоты , были случаи когда танки действовали без пехоты . Полк полным составом в одном направлении не действовал  а по-ротно  придавался различным частям и соединениям. Иногда части полка отдалялись друг от друга на 20 км что затрудняло управление боем . Характер боев полка на данном участке противоречил принципам применения танков ИС 2, так как танков различных видах боя  применялись всегда впереди пехоты, что снижало их огневую мощь для борьбы с танками противника. Очень часто танки перебрасывались с одного направления на другое. Частые совершения маршей негативно влияли на матчасть танков что снижало их боеспособность.
16 апреля танки полка совместно с танками 35 гвардейской бригады отражали атаку прорывавшуюся у Тернополю " танковую группу Фрибе" , состоящую из 24 танка «Пантера» и шесть САУ «Хуммель», ему дополнительно передали девять «Тигров» из 507-го батальона.В ночь на 16 апреля 1944 г. машины полка заняли оборону на западной и юго-западной окраинах с. Почапинцы в девяти километрах от Тернополя. Оборона была построена в два эшелона: первым были зарытые в землю по башню Т 34 53 танковой бригады, через 600 метров на склонах высот располагались также зарытые 20 ИС  тяжелого танкового полка. Наступающие немецкие танки находились как мишени в тире.После того как попытка продавить советскую оборону танковой массой по кратчайшему пути (вдоль шоссе) провалилась, немцы попробовали атаковать с разных направлений. Они хотели найти слабое место или просто обойти наши танки и пехоту. Но ИСы снова помешали: не ограничиваясь стрельбой с места, они маневрировали и помогали отражать одну атаку за другой .По итогам ожесточённого боя 11-й гвардейский тяжёлый полк доложил о 29 уничтоженных немецких танках.На следующий день Фрибе попытался атаковать ещё раз. О том, что «фестунга» Тарнополь больше нет, он уже знал, но у немцев ещё оставалась надежда выручить хотя бы часть войск, прорывавшихся из котла. Попытка стоила Фрибе ещё нескольких машин, оставшихся на поле боя . Общий счёт двух дней сражения для полка ИСов составил 37 уничтоженных немецких танков. Собственные потери составили четыре танка сгоревшими и пять подбитыми.
23 апреля во взаимодействии с 271 СД занял оборону дорог на перекрестке Раковчик – Шепаровцы с задачей не пропустить продвижение танков и пехоты противника в направлении по шоссе Лесьна Слобудка Свенты, Станислав и в направлении на Тлумачек. Танки было по башню закопаны в землю и хорошо замаскированы от воздушного и наземного наблюдения
25 апреля двумя танковыми ротами, взаимодействуя с 310 сп и 1541 сп 8 сд, наступал в двух направлениях. Первое: по шоссе на Печенежин . Второе: по шоссе на Яблонув с задачей обеспечить частям 8 сд выход на Печенежин, Яблонув.  В 19-30 3 танка роты гвардии старшего лейтенанта Сизоненко ворвались на окраину Печенежин и до наступления темноты удерживали достигнутый рубеж. Рота гвардии старшего лейтенанта Макогонова  наступала по шоссе в направлении Мышин. В 19-00 в районе встретила 6 самоходный орудий «артштурм» , головной танк гвардии лейтенанта Гуреева подбил 1 «артштурм» ,второму отрезал путь и захватил его в исправном состоянии. В 21-30 захватили Стопчатув и закрепились на достигнутиом рубеже.
26 апреля удачным маневров танков гвардии старшего лейтенанта Сизоненко и гвардии лейтенанта Панова и пехоты 310 стрелкового полка Печенежин был полностью очищен от противника.  Танки роты Макогонова очистив от противника населенный пункт Мышин повернули обратно на Яблонув для выполнения поставленной задачи. На окраине Яблонув встретив «артштурмы» с дистанции 1 км открыли по ним огонь. 1 «артштурм» был подбит экипажем гвардии младшего лейтенанта Яковлева.
К исходу 26 апреля ротой гвардии старшего лейтенанта Макогонова был захвачен Яблонув.
27 апреля противник силой до полка пехоты при поддержке артиллерии и минометов прорвал оборону 171 сп на участке Свенты Станислав и к 8-00 овладел Раковчик имея задачу выйти на Коломыя. По приказу командующего 18 Армии полк двумя танковыми ротами вышел с рубежа Печенежин, Яблонув  и к 9-00 сосредоточился возле разъезда Раковчик и во взаимодействии с частями 271 СД наступал в направлении на Раковчик с целью восстановить прежнее положении дивизии. В 11-00 полк очистил Раковчик от немцев
28 апреля во взаимодействии с 879 сп 271 сд одной танковой ротой имел задачу по опушке леса северо-западнее Раковчик в направлении Станислав с задачей очистить от противника лес северо западнее Раковчик обеспечит частям 271 сд выход на шоссе Св.Станислав – Тлумачек.
29 апреля по приказу командующего 18 армии одну танковую роту вывел с перекрестка дорог с района Винзавод сосредоточился на северо западной окраине Коршев с задачей во взаимодействии с частями 34 СД не допустить  продвижения противника из направления Богородычин, Клевычин. Одна танковая рота во взаимодействии с частями 271 СД и 317 СД с 23 апреля по 3 мая 1944 занимала оборону в районе Товмачек с  задачей не допустить продвижение танков и пехоты противника по шоссе Ивановце на Коломыя.
2 мая немцы атакой пехоты при поддержке 15 тяжелых танков и артиллерии  с направления Погары потеснили части 317 сд в районе Слабудка Лесьна. Полк получил задачу вывести танковую роту с занимаемого рубежа северо  западнее  Коршев и сосредоточиться на шоссе Винзавод-Млынев с задачей недопустить продвижение танков и пехоты противника в направлении Слабудка Лесна. Экипажи танков гвардии старшего лейтенанта  Бабир, гвардии лейтенанта Вовк, гвардии лейтенанта Романкина остались на рубежех и приняли неравный бой с танками и пехотой противника . За день боя ротой уничтожено 7 танков противника, 5 орудий и до 200 солдат и офицеров.
4 мая полк имел в своем составе 6 боеспособных танков  во взаимодействии с 571 СП 371 СД 3 танками имел задачу выйти на севро-западную окраину Слабудка Лесна и закрепиться на достигнутом рубеже. Другими 3 танками имел задачу выйти на шоссе идущее от Вин Завода на Станислав.
Потери танков полка составили 5 танков сгоревших от артиллерийского огня и огня танков противника , подбитыми при бомбардировке -2, подбитыми от артиллерийского огня – 2.

### 1945
В 1945 году участвовал в Висло-Одерской и Восточно-Померанской операциях, закончил войну после битвы за Берлин.

## Командный состав полка
Командиры полка
Попов Петр Георгиевич, подполковник
Сиганов Михаил Иванович, гвардии подполковник,
Резник Михаил Борисович, гвардии майор, врид, июнь 1944 года.
Миндлин Вениамин Аронович, гвардии полковник, с ноября 1944 по июнь 1945 года.
Начальники штаба полка
Малетин Григорий Степанович, майор
Головенко Петр Лукич, гвардии майор
Русанов Алексей Михайлович, гвардии майор
Заместитель командира полка по строевой части
Козярук Григорий Романович
Резник Михаил Борисович, гвардии майор
Заместитель командира полка по технической части
Горбань Николай Ефимович, гвардии инженер-майор, по август 1943 года
Макаров Аркадий Порфирьевич, гвардии подполковник
Заместитель командира по политической части
Гощицкий Лев Владимирович, гвардии майор
Маромыгин Леонтий Иванович, гвардии майор
Яковлев Петр Яковлевич,гвардии подполковник
Начальник связи полка
Грицаев Владимир Николаевич, гвардии капитан

## Награды и наименование
| Награда                                 | Дата                                         | За что получена |
| --------------------------------------- | -------------------------------------------- | --- |
| Почётное звание«Гвардейский»            | Директивой ГШКА № Орг/3/305512 от 13.02.1944 | При формировании |
| Почетное наименование «Бранденбургский» | Приказ № 58 ВГК от 05.04.1945                | Соединениям и частям 1 Белорусского фронта, отличившимся в боях в пределы Бранденбургской провинции |
| Орден Красного Знамени                  | Указ Президиума ВС СССР от 11.06.1945        | За образцовое выполнение заданий командования в боях с немецкими захватчиками при овладении столицей Германии городом Берлин и проявленные при этом доблесть и мужество |
| Орден Кутузова III степени              | Указ Президиума ВС СССР от 26.04.1945        | За образцовое выполнение заданий командования в боях с немецкими захватчиками при прорыве обороны противника восточнее города Штаргард и овладении городами Бервальде, Темпельбург, Фалькенбург, Драмбург, Вангерин, Лабес, Фрайенвальде, Шифельбайн, Регенвальде, Керлин и проявленные при этом доблесть и мужество |

## Отличившиеся воины
| Награда                          | Ф.И.О                         | Должность                   | Звание                    | Дата награждения и номер документа награждении | Примечания                                                       |
| -------------------------------- | ----------------------------- | --------------------------- | ------------------------- | ---------------------------------------------- | ---------------------------------------------------------------- |
|                                  | Липаткин Федор Акимович       | командир роты танков        | гвардии капитан           | 07 апреля 1940 года                            | Погиб при исполнении служебных обязанностей 25 августа 1952 года |
|                                  | Гармоза Михаил Михайлович     | командир роты танков        | гвардии капитан           | 21 апреля 1940 года                            |                                                                  |
| Орден Александра Невского — 1942 | Мажуга Петр Семенович         | командир взвода танков      | гвардии лейтенант         | №: 71/н от 28.05.1945 по 8 гв. А               | ЦАМО. Фонд 33. Опись 686196. Единица хранения 4607.              |
| Орден Александра Невского — 1942 | Филяев Александр Владимирович | командир взвода танков      | гвардии старший лейтенант | №: 71/н от 28.05.1945 по 8 гв. А               | ЦАМО. Фонд 33. Опись 686196. Единица хранения 4607               |
| Орден Александра Невского — 1942 | Боков Михаил Николаевич       | командир танка              | гвардии старший лейтенант | №: 75/н от 30.10.1945 по 8 гв. А               | ЦАМО. Фонд 33. Опись 687572. Единица хранения 1869               |
| Орден Александра Невского — 1942 | Гатиятулин Рахмай Иркович     | командир роты танков        | гвардии старший лейтенант | №: 75/н от 30.10.1945 по 8 гв. А               | ЦАМО. Фонд 33. Опись 687572. Единица хранения 1869               |
| Орден Александра Невского — 1942 | Солоницын Геннадий Степанович | старший механик-водитель    | старший техник-лейтенант  | №: 75/н от 30.10.1945 по 8 гв. А               | ЦАМО. Фонд 33. Опись 687572. Единица хранения 1869               |
| Орден Александра Невского — 1942 | Макогонов Петр Ефимович       | командир роты танков        | гвардии старший лейтенант | №: 8/н от 30.04.1944 по 18 А                   | ЦАМО. Фонд 33. Опись 690155. Единица хранения 5222               |
| Орден Александра Невского — 1942 | Сиганов Михаил Иванович       | командир полка              | гвардии подполковник      | №: 124 от 02.10.1943 Калининского фронта       | ЦАМО. Фонд 33. Опись 690155. Единица хранения 5311               |
| Орден Александра Невского — 1942 | Козярук Григорий Романович    | Заместитель командира полка | гвардии подполковник      | №: 517 от 06.12.1943 Калининского фронта       | ЦАМО. Фонд 33. Опись 686044. Единица хранения 1519               |

## Примечание
- Тактическим знаком нанесенным на башню танка являлся ромб, с цифрами 11 выше и ниже горизонтальной полосы.[22]